# Anton Glanzelius
Anton Glanzelius (11 de abril de 1974, Gotemburgo, Suecia) es un actor sueco, hijo de la actriz sueca Margita Ahlin, principalmente conocido por su papel en la película sueca Mi vida como un perro (Mitt liv som hund), dirigida por Lasse Hallström. Actualmente trabaja como productor ejecutivo para TV4 AB, propiedad del mayor canal de televisión sueco, TV4.

## Filmografía
- 1998 - Detta har hänt (TV).
- 1989 - Husbonden (TV).
- 1985 - Mitt liv som hund.
- 1984 - Tryggare kan ingen vara (TV).